# Sephisa chandra
Sephisa chandra  es una especie de lepidóptero de la familia Nymphalidae. Es originaria de la India, donde se distribuye por Sikkim y Assam.

## Galería

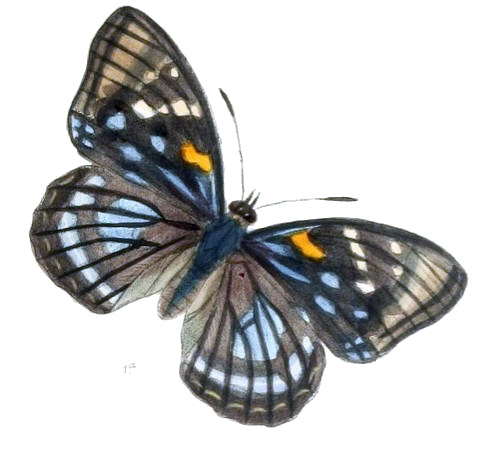
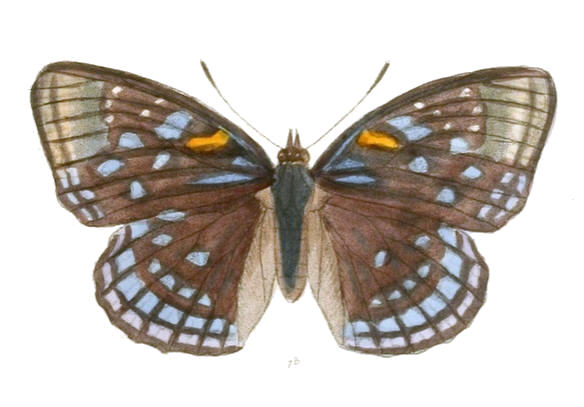
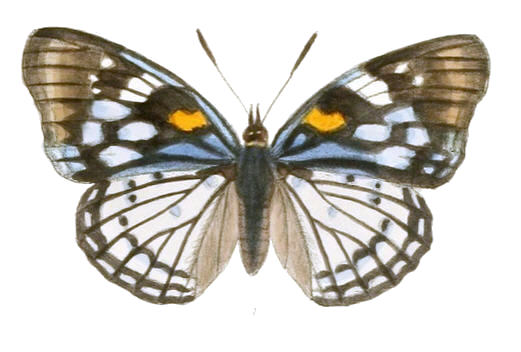